# Lijst van voetbalinterlands Bangladesh - Myanmar
Deze lijst van voetbalinterlands is een overzicht van alle officiële voetbalinterlands tussen de nationale teams van Bangladesh en Myanmar. De landen hebben tot op heden tien keer tegen elkaar gespeeld. De eerste ontmoeting, een vriendschappelijke wedstrijd, was op 31 juli 1973 in Kuala Lumpur (Maleisië). Het laatste duel, een kwalificatiewedstrijd voor de AFC Challenge Cup 2012, vond plaats op 23 maart 2011 in Yangon.

## Wedstrijden
| №  | Plaats       | Datum            | Competitie                          | Wedstrijd            | Uitslag |
| -- | ------------ | ---------------- | ----------------------------------- | -------------------- | ------- |
| 1  | Kuala Lumpur | 31 juli 1973     | Vriendschappelijk                   | Birma − Bangladesh   | 6 − 0   |
| 2  | Kuala Lumpur | 1 augustus 1975  | Vriendschappelijk                   | Birma − Bangladesh   | 7 − 1   |
| 3  | Dhaka        | 10 december 1993 | Vriendschappelijk                   | Bangladesh − Myanmar | 3 − 1   |
| 4  | Yangon       | 26 oktober 1995  | Vriendschappelijk                   | Myanmar − Bangladesh | 4 − 0   |
| 5  | Yangon       | 4 november 1995  | Vriendschappelijk                   | Myanmar − Bangladesh | 1 − 2   |
| 6  | Shah Alam    | 18 oktober 2008  | Vriendschappelijk                   | Myanmar − Bangladesh | 1 − 0   |
| 7  | Yangon       | 11 november 2008 | Vriendschappelijk                   | Myanmar − Bangladesh | 0 − 0   |
| 8  | Dhaka        | 28 april 2009    | AFC Challenge Cup 2010 kwalificatie | Bangladesh − Myanmar | 1 − 2   |
| 9  | Colombo      | 18 februari 2010 | AFC Challenge Cup 2010              | Bangladesh − Myanmar | 1 − 2   |
| 10 | Yangon       | 23 maart 2011    | AFC Challenge Cup 2012 kwalificatie | Myanmar − Bangladesh | 0 − 2   |

## Samenvatting
| Competitie                     | Totaal gespeeld | Winst Bangladesh | Gelijk | Winst Myanmar | Doelsaldo Bangladesh – Myanmar |
| ------------------------------ | --------------- | ---------------- | ------ | ------------- | ------------------------------ |
| AFC Challenge Cup              | 1               | 0                | 0      | 1             | 1 − 2                          |
| AFC Challenge Cup-kwalificatie | 2               | 1                | 0      | 1             | 3 − 2                          |
| Vriendschappelijk              | 7               | 2                | 1      | 4             | 6 − 20                         |
| Totaal                         | 10              | 3                | 1      | 6             | 10 − 24                        |

Wedstrijden bepaald door strafschoppen worden, in lijn met de FIFA, als een gelijkspel gerekend.